# Dabar (vattendrag i Bosnien och Hercegovina)
Dabar är ett vattendrag i Bosnien och Hercegovina.   Det ligger i entiteten Federationen Bosnien och Hercegovina, i den nordvästra delen av landet, 160 km nordväst om huvudstaden Sarajevo.
Omgivningarna runt Dabar är en mosaik av jordbruksmark och naturlig växtlighet. Runt Dabar är det ganska tätbefolkat, med 93 invånare per kvadratkilometer.